# Лажу очи зелене (албум, 1989)
Лажу очи зелене је први студијски албум Османа Хаџића, издат је 1989. године за издавачку кућу Дискотон.

## Списак песама
| №  | Назив                 | Трајање |  |
| 1. | Лажу очи зелене       |         |  |
| 2. | Пружићу ти дланове    |         |  |
| 3. | На перону гужва       |         |  |
| 4. | Три јарана            |         |  |
| 5. | Јасмина               |         |  |
| 6. | Чобанице              |         |  |
| 7. | Чему сузе на растанку |         |  |
| 8. | Иди мајко позови је   |         |  |